# Distoleon lambarenus
Distoleon lambarenus är en insektsart som först beskrevs av Navás 1921.  Distoleon lambarenus ingår i släktet Distoleon och familjen myrlejonsländor. Inga underarter finns listade i Catalogue of Life.